# Argyre Rupes
Argyre Rupes es el nombre de una falla geológica sobre la superficie de Marte. Consiste en cuestas con escarpaduras parciales en dirección hacia el cañón y mesetas externas que se ven niveladas o bien inclinadas hacia afuera del relieve.

## Ubicación
El Argyre Rupes es un gran cañón ubicado en el Cuadrángulo Thaumasia en una región en impactos y evidencia de lagos y posiblemente mares. Lo rodea una cuenca hidrográfica que ha sido una región de captación de materiales volátiles y sedimentarios. Ha tenido una influencia dominante de flujo de hielo superficial, flujos de escombros y agua subterránea.